# Martha Moers
Martha Moers (geboren 25. Juli 1877 in Düsseldorf; gestorben 1. Juni 1966 in Bonn) war eine deutsche Psychologin.

## Leben
Martha Moers war eine Tochter eines Gymnasialprofessors. Sie studierte ab 1914 Philosophie, Mathematik und Naturwissenschaften an der Universität Bonn und der Universität Berlin und wurde 1918 in Bonn promoviert. Sie arbeitete nach bestandenem Staatsexamen im Schuljahr 1919/20 als Lehrerin in Bonn. 1921 übernahm sie die Leitung des Bonner Berufsamtes und veröffentlichte 1922 mit Theodor Erismann eine Einführung in die Psychologie der Berufsberatung.
Erismann erhielt 1926 einen Ruf an die Universität Innsbruck und holte Moers 1928 als wissenschaftliche Hilfskraft nach Innsbruck. Mit Arbeiten zur angewandten Psychologie – über Ermüdungsstadien in der englischen Industrie oder über psychotechnische Eignungsprüfungen für kaufmännische Angestellte sowie über logisch philosophische Probleme der Wahrscheinlichkeitsrechnung – habilitierte sich Moers im März 1929, als erste Frau in der Geschichte der Universität Innsbruck überhaupt, für das Fach „Psychologie“ und erhielt die venia legendi. Sie hielt die nächsten drei Semester Vorlesungen zu praktisch psychologischen Fragen, ehe sie 1930 an die Hochschule für Lehrerbildung in Beuthen wechselte. 1940 ging sie nach Berlin an das Institut für Arbeitspsychologie und Arbeitspädagogik der Deutschen Arbeitsfront (DAF). Sie befasste sich mit dem Fraueneinsatz in der Kriegswirtschaft des Nationalsozialismus.
Nach Kriegsende ging sie wieder ins Rheinland und erhielt 1948 einen Lehrauftrag für angewandte Psychologie an der Universität Bonn, den sie bis 1956 ausübte.
Moers erhielt 1957 das Verdienstkreuz I. Klasse des Bundesverdienstordens. Sie wurde 1962 Ehrenmitglied
der Deutschen Gesellschaft für Psychologie.

## Schriften (Auswahl)
- Untersuchung über das unmittelbare Behalten bei verschiedenen Darbietungen und über das dabei auftretende totale und diskrete Verhalten der Aufmerksamkeit. Hochschulschrift: Bonn: Phil. Diss., 1918
- mit Theodor Erismann: Psychologie der Berufsarbeit und der Berufsberatung (Psychotechnik). Berlin : Sammlung Goeschen, 1922
- Zur Psychologie des Reueerlebnisses : auf Grund einer Umfrage. Leipzig : Akad. Verlagsgesellschaft, 1926
- Die Volksschullehrerin. Berlin Amt f. Berufserziehg u. Betriebsführg in d. Dt. Arbeitsfront Berlin Akad. Auskunftsamt 1939
- Das weibliche Seelenleben. Seine Entwicklung in Kindheit und Jugend. Berlin : Junker & Dünnhaupt, 1941. 3. Auflage 1950
- Industrielle Frauenarbeit : ein psychologisch-pädagogischer Beitrag zur Aufgabe der Leistungssteigerung. Berlin : Lehrmittelzentrale der Deutschen Arbeitsfront, 1941
- Der Fraueneinsatz in der Industrie. Eine psychologische Untersuchung. Berlin : Duncker & Humblot, 1943
- Frauenerwerbsarbeit und ihre Wirkungen auf die Frau. Recklinghausen: Bitter, 1948
- Die Entwicklungsphasen des menschlichen Lebens : eine psychologische Studie als Grundlage der Erwachsenenbildung. Ratingen: Henn, 1953
- Das Lernen in der Berufserziehung. Wiesbaden: Steiner, 1957